# Тобычан
Тобычан (Tobychan) — железный метеорит октаэдрической формы весом 52100 грамм.
Найден в 1971 году на реке Тобычан Оймяконского района Якутии.
Является самым крупным метеоритом из найденных на территории Якутии. Обладает четкой видманштеттеновой структурой, характерной для октаэдритов. По химическому составу и ширине балок камасита относится к типу грубоструктурных октаэдритов, а по содержанию Ni, Ga и Ge — к химической группе IIE. Характерной особенностью метеорита является густая насыщенность камасита тончайшими включениями рабдита. Крупных включений шрейберзита и троилита в метеорите не обнаружено.